# Lambert von Balven
Lambert von Balven (* Ende des 15. Jh. in Balve; † 8. November oder 12. November 1553 in Wolfenbüttel) war ein deutscher Kleriker. Er war der letzte katholische Abt zu Riddagshausen bei Braunschweig.

## Leben
Lambert von Balven wurde Ende des 15. Jahrhunderts in Westfalen geboren. Der lutherische Reformator Anton Corvinus war sein Cousin mütterlicherseits. Über Balvens Bildungsgang ist nichts bekannt. Ebenso wenig ist überliefert, wie er an den Hof Herzog Heinrichs des Jüngeren in Wolfenbüttel gelangte. Er wirkte dort als dessen Hofkaplan und Vertrauter. Balven wurde 1536 als Nachfolger Johanns VI. zum Abt des Klosters Riddagshausen gewählt. Im Jahr 1540 erhielt er in Leipzig den akademischen Grad eines Lizentiaten der Theologie. Hier bekannte er sich offen zu Luthers Lehre, doch erklärte er sich, um die Protektion durch seinen streng katholischen Landesherrn nicht zu gefährden, nachfolgend wieder für die Grundsätze der römisch-katholischen Kirche. Durch seine schwankende Haltung zog er sich heftige Kritik der seit 1528 lutherischen Stadt Braunschweig zu, die schließlich in offene Feindschaft und gewaltsame Übergriffe gegen das Kloster Riddagshausen mündete. Als Herzog Heinrich der Jüngere 1542 durch die Schmalkaldischen Bundesgenossen aus seinem Land vertrieben worden war, wurde das Kloster Riddagshausen am 21. Juli von Braunschweiger Bürgern und Söldnern ausgeplündert. Was verschont geblieben war, verwüsteten am Folgetag die kursächsischen Truppen unter ihrem Führer Bernhard von Mila. Erst als Herzog Heinrich 1547 sein Land wieder in Besitz nahm, gelangte Balven erneut in den Besitz des Klosters, dessen Wiederherstellung er betrieb. Im Jahr 1549 versuchte Balven gemeinsam mit dem herzoglichen Großvogt Balthasar von Stechow, die gegen ihren Landesherrn opponierende Stadt Braunschweig in herzogliche Gewalt zu bringen. Der Anschlag wurde verraten, die in das Komplott verwickelten Bürger, darunter der Bürgerhauptmann Warner Gralherr, verhaftet und hingerichtet. Im Juni 1550 wurde das Kloster Riddagshausen bei der Belagerung der Stadt erneut zerstört, ebenso im Jahr 1552, nunmehr durch die Truppen des Söldnerführers Vollrad von Mansfeld.
Lambert von Balven starb im November 1553 in Wolfenbüttel. Er galt als umfassend gebildet. Balven übersetzte den Katechismus des katholischen Theologen Georg Witzel ins Niederdeutsche.

## Nachleben
Der gescheiterte Verrat von 1549 fand nach Balvens Tod seinen Niederschlag in politischen Streitliedern, die von Autoren braunschweigischer Chroniken des 16. und 17. Jahrhunderts dokumentiert worden sind. Der von den Braunschweiger Bürgern für das Kloster Riddagshausen verwendete Spottname Verrätershausen ist auch in drei Liedern zu finden, die 1869 bei Rochus von Liliencron: Die historischen Volkslieder der Deutschen, Band 4, S. 484ff. abgedruckt wurden.

## Schriften (Auswahl)
- Gemene Catechesis, edder anvenklieke Underwisinge der jungen Christen yn fragestükke gestellet (niederdeutsch)